# Girafje
Girafje (Cladonia gracilis) is een korstmossoort uit de familie Cladoniaceae. Het leeft in symbiose met de alg Trebouxioid.

## Determinatie
Het primaire thallus wordt gevormd door grondschubben; gewoonlijk is er echter helemaal geen primair thallus (meer) te zien. De podetiën zijn erg lang en smal-bekervormig. Ze zijn onvertakt of weinig vertakt met gesloten oksels. De kleur van de podetiën is grijsgroen, maar ze zijn gemarmerd met bleekbruin en bovendien vaak grotendeels bruin aangelopen. Verder zijn de podetiën glimmend, niet soredieus en glad met (weinig tot veel) relatief grote podetiumschubben, vooral onderaan. Op de podetiumtoppen worden soms bruine tot zwarte, puntvormige pycnidiën gevormd, vooral aan de bekerranden. Apotheciën worden tamelijk zelden gevormd; deze verschijnen eveneens aan de bekerranden. De apotheciën zijn bruin en al dan niet gesteeld. Girafje heeft de volgende kenmerkende kleurreacties: C–, K–, KC–, P+ rood en UV–.

### Gelijkende taxa
Girafje wordt het meest verward met gevorkt heidestaartje. Gevorkt heidestaartje is doffer, minder bruin van kleur en minder vertakt. Daarnaast wordt girafje ook wel verward met open heidestaartje; de laatstgenoemde soort is echter eindelings open en P–.

## Ecologie
Girafje is een pioniersoort die voorkomt in oligotrofe, goed belichte milieus met een lage pH. Het groeit hoofdzakelijk terrestrisch op min of meer kaal zand, en in iets mindere mate ook op strooisel. Soms wordt het ook op stobben aangetroffen. Girafje komt erg veel voor in zandverstuivingen en droge heiden met stuifzandplekken.

## Verspreiding
Girafje komt voor in Noord-Amerika, Zuid-Amerika, Europa, Azië, Australië en Nieuw-Zeeland. In Nederland is girafje landelijk gezien een vrij algemene soort, alhoewel het zo goed als beperkt is tot de hogere zandgronden en de duinstreken. Het is niet bedreigd en staat niet op de Nederlandse Rode Lijst.

## Taxonomie
Girafje werd voor het eerst vermeld door Carl Linnaeus in zijn werk Species plantarum uit 1753. Duits botanicus Carl Ludwig Willdenow bracht het in 1787 over naar het geslacht Cladonia.